# Frederick Lau
Frederick Lau (Steglitz, Berlín, 17 de agosto de 1989) es un actor alemán que reside en su ciudad natal. Es muy conocido por interpretar a Tim en la película La Ola con la que ganó el Premio Cinematográfico de Alemania. Desde el 2000 ha interpretado más de 50 papeles entre películas y series televisivas. En 2015 interpretó el papel de Sonne en la película Victoria por el que obtuvo su segundo Deutscher Filmpreis como Mejor Actor Protagonista.

## Filmografía

### Cine
| Año  | Película                                           | Personaje            | Observaciones                      |
| ---- | -------------------------------------------------- | -------------------- | ---------------------------------- |
| 2000 | Die Polizistin                                     | Boy                  |                                    |
| 2002 | Der Brief des Kosmonauten                          | Heinrich Wormsbecher |                                    |
| 2003 | Das fliegende Klassenzimmer                        | Matz Selbmann        |                                    |
| 2004 | Bibi Blocksberg und das Geheimnis der blauen Eulen | David                |                                    |
| 2004 | Bergkristall                                       | Marc                 |                                    |
| 2005 | Unkenrufe                                          | standard bearer      |                                    |
| 2007 | Freischwimmer                                      | Rico Bartsch         |                                    |
| 2008 | La Ola                                             | Tim Stoltefuss       | Deutscher Filmpreis al Mejor Actor |
| 2010 | Picco                                              | Marc                 |                                    |
| 2015 | Victoria                                           | Sonne                | Deutscher Filmpreis al Mejor Actor |
| 2017 | Der Hauptmann                                      | Kipinski             |                                    |

### TV
| Año       | Serie                                          | Personaje                  | Observaciones |
| --------- | ---------------------------------------------- | -------------------------- | ------------- |
| 2000      | Achterbahn                                     | Christian                  |               |
| 2001      | Doppelter Einsatz Berlin – Wehe dem, der liebt | Daniel                     |               |
| 2001      | Dr. Sommerfeld – Neues vom Bülowbogen          | Sven Förster               |               |
| 2001      | Wie angelt man sich einen Müllmann?            | Jojo                       |               |
| 2001      | Jonathans Liebe                                | Frederick                  |               |
| 2002      | Drei Stern Rot                                 | janitor                    |               |
| 2002      | Kleeblatt küsst Kaktus                         | Clemens Schreiber          |               |
| 2002      | Der Tod ist kein Beinbruch                     | Sven Senner                |               |
| 2003      | Rotlicht – Im Dickicht der Grossstadt          | Marko                      |               |
| 2003      | Wer küsst schon einen Leguan?                  | Tobias Baumann             |               |
| 2004      | Sterne leuchten auch am Tag                    | Max                        |               |
| 2004      | Der verzauberte Otter                          | Malte                      |               |
| 2005      | SOKO Leipzig                                   | Dennis Forster             |               |
| 2006      | Colonia Brigada Criminal                       | Florian Völkel             |               |
| 2006      | Polizeiruf 110                                 | young Keller               |               |
| 2006      | Unsere 10 Gebote                               | Hendrik                    |               |
| 2006      | Die Mauer – Berlin '61                         | Paul Kuhlke                |               |
| 2006      | Neger, Neger, Schornsteinfeger                 | Fiete Petersen - Age 14-18 |               |
| 2007      | Der Kriminalist                                | Dennis                     |               |
| 2007      | Wie verführ ich meinen Ehemann                 | Jonas Henning              |               |
| 2007      | Liebling, wir haben geerbt!                    | Paul Held                  |               |
| 2007      | An die Grenze                                  | Knut                       |               |
| 2007–2008 | Tatort                                         | Dennis Kevin Stemmler      | Dos episodios |
| 2008      | Die Entdeckung der Currywurst                  | Jürgen Brücker             |               |
| 2008      | Eugen's Welt                                   | Eugen                      |               |
| 2009      | The Countess                                   | Janos                      |               |
| 2009      | Ein Dorf schweigt                              | Heinz Zedlitz              |               |
| 2009      | Der neue Tag                                   | Sascha                     |               |
| 2009      | Notruf Hafenkante                              | Mike                       |               |
| 2009      | Doctor's Diary                                 | Jonas                      |               |
| 2009      | Der Lehrer                                     | Picko                      |               |
| 2009      | Was du nicht siehst                            | David                      |               |
| 2009      | Ihr Auftrag, Pater Castell                     | Justus von Rothenburg      |               |
| 2010      | Neue Vahr Süd                                  | Frank Lehmann              |               |
| 2011      | Go West - Freiheit um jeden Preis              | Alex Baumgarten            |               |
| 2011      | The Sinking of the Laconia                     | Fiedler                    |               |